# Mikkelbostad
Mikkelbostad est une localité du comté de Troms, en Norvège.

## Géographie
Administrativement, Mikkelbostad fait partie de la kommune de Dyrøy.